# Convair 880
Il Convair 880 era un aereo di linea costruito nei primi anni ‘60 dalla Convair (o Consolidated), una divisione della General Dynamics. L'aereo fu annunciato nel 1956 e fece il suo primo volo nel gennaio 1959.
In rapporto ai suoi concorrenti diretti, quali il Boeing 707 e il Douglas DC-8, era un poco più piccolo, ma più veloce. 
Infatti la sua velocità di crociera era di 970 km/h, ovvero mach 0,87, vale a dire circa 50 km/h in più dei suoi rivali. Rimase fino all'entrata in servizio del Boeing 747SP (con il suo derivato CV-990) l'aereo di linea più veloce, esclusi i due supersonici (Concorde e Tupolev Tu-144). Il numero 880 si riferiva appunto alla velocità massima espressa in piedi/secondo. Altra caratteristica notevole (per un aereo di linea), l'apparecchio resisteva ad un'accelerazione di 6 g.

## Struttura
L'aereo aveva una configurazione tradizionale, simile a quella dei suoi due concorrenti Boeing e Douglas: si trattava di un jet ad ala bassa con i 4 turboreattori montati su piloni sotto le ali. 
La fusoliera era più stretta non potendo accogliere che 5 sedili per fila invece che 6.
Secondo l'allestimento, a bordo potevano viaggiare tra 88 e 110 passeggeri, cifra da confrontare alla capacità massima di 179 del 707-120.
 
I turboreattori erano a flusso semplice, fabbricati dalla General Electric ed erano nei fatti una versione civile dei J79 che equipaggiavano diversi aerei militari dell'epoca, tra cui l'F-104 e l'F-4 "Phantom II". 
Malgrado fosse un forte emettitore di fumo (i Convair sono rimasti nella memoria per i falsi allarmi incendio che seguivano talvolta i loro decolli), questo reattore era affidabile e compatto. 
Era anche molto rumoroso e consumava di più rispetto ai motori a doppio flusso che equipaggiavano i suoi due concorrenti 707 e DC-8 dei primi anni ‘60.
Avendo quindi un rapporto costo/carico pagante superiore alla concorrenza, l'aereo, che era costruito negli stabilimenti Convair di Fort Worth in Texas, non ebbe un grande successo commerciale e solo 65 unità furono vendute e l'ultimo esemplare lasciò le linee di montaggio nel 1962. 
I principali clienti furono l'Alaska Airlines, la Cathay Pacific, la Delta Air Lines, la Japan Airlines, la KLM, la Northeast Airlines, la Swissair, la TWA e la Viasa.
La versione allungata e migliorata Convair 990, volò nel 1961 ma ebbe ancor meno successo e ne furono prodotti solo 37 esemplari fino al 1963.
L'aereo cominciò a essere ritirato gradualmente dal servizio a partire dal 1974, ma alcuni continuarono a volare come charters, aerei privati, o aerei cargo.
L'ultimo volo di un 880 ebbe luogo nel 1993.

## Operatori

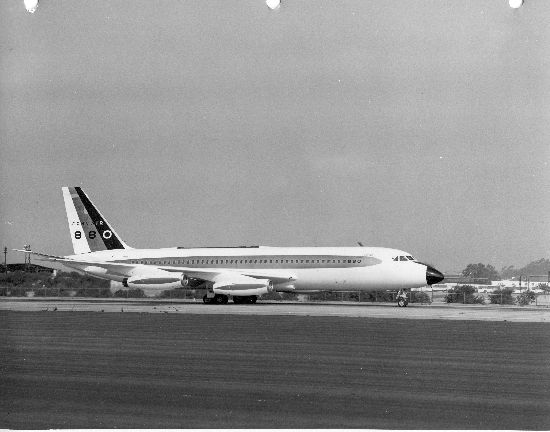
Uno dei primi 880 prodotti, ancora nella livrea aziendale oro, bianco e nero.

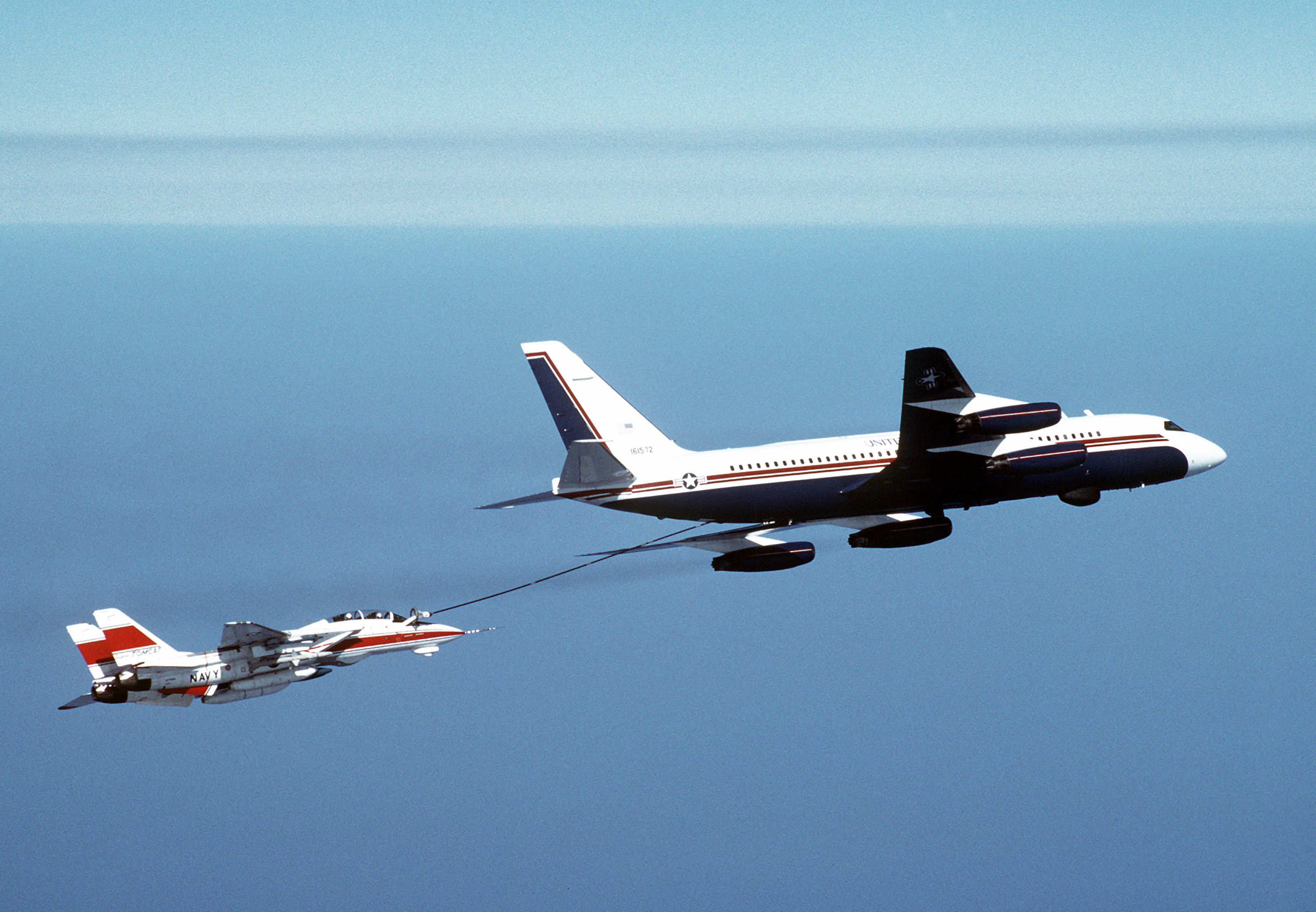
Il Convair UC-880 in configurazione aerocisterna mentre rifornisce un F-14D Tomcat.

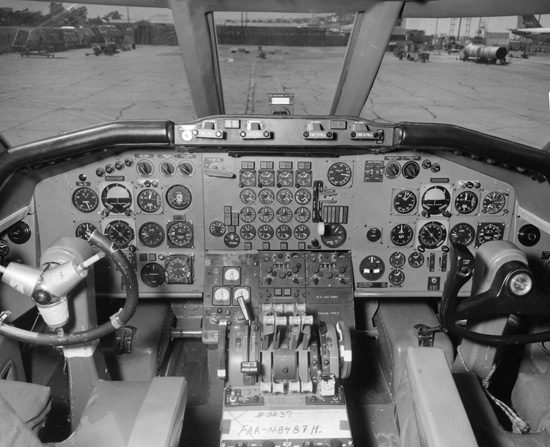
la cabina di pilotaggio di un Convair 880.

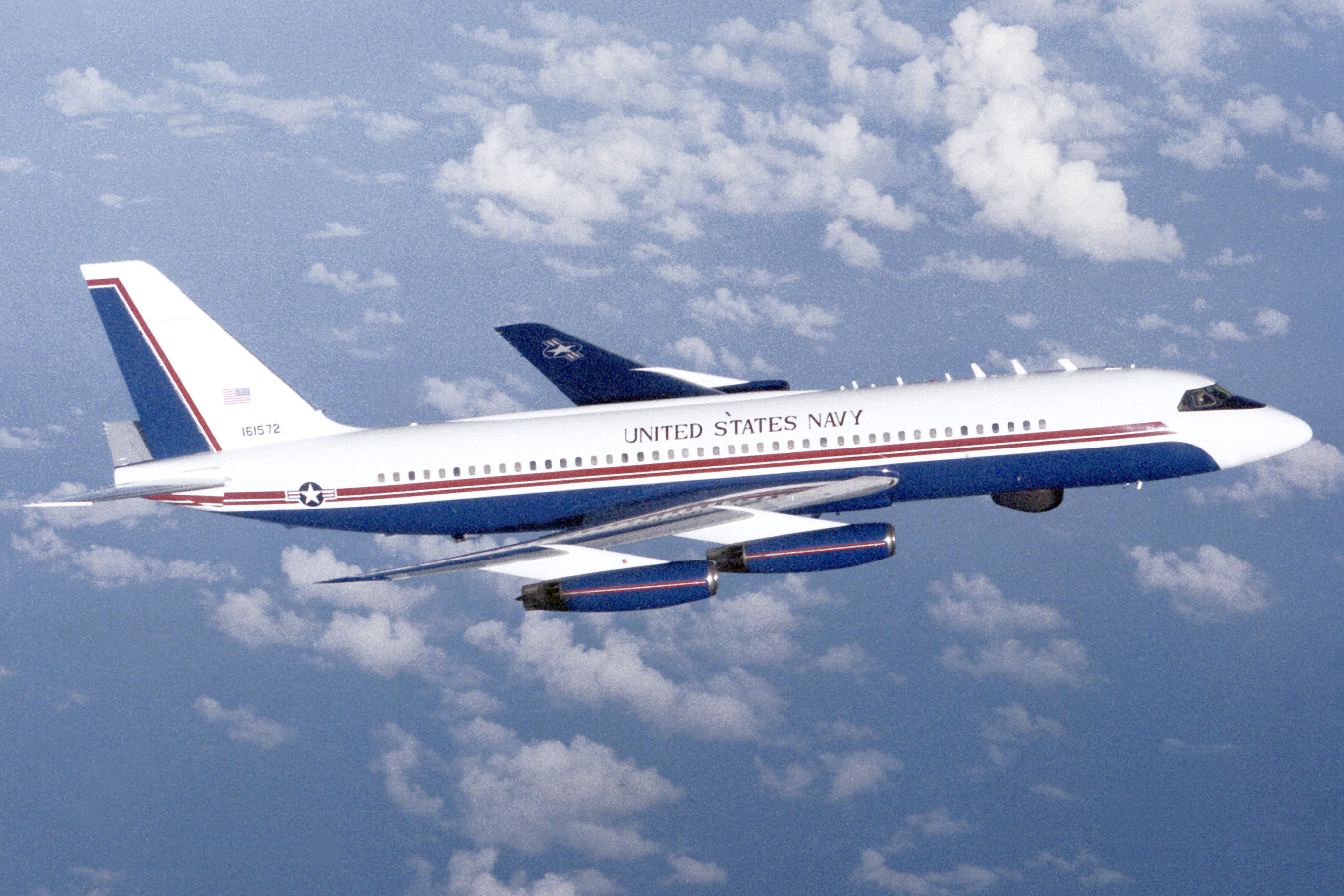
L'UC-880 assegnato al Naval Air Test Center, Patuxent River, impiegato nelle prove del missile cruise Tomahawk e procedure di rifornimento aereo.

### Civili
- Alaska Airlines
- Delta Air Lines
- Trans World Airlines
- Northeast
- VIASA
- Swissair
- Cathay Pacific
- Japan Air Lines
- Civil Air Transport
- Airtrust Singapore
- Air Viking
- Four Winds Inc.
- Indy Air
- Freelandia Travel Club
- Central American Airways
- Inair Panama
- LatinCarga
- Groth Air
- Monarch (USA)
- Profit Express
- SECRA
- Spantax
- Elvis Presley Enterprises

### Militari
Stati Uniti
- United States Navy

un Convair UC-880 usato come laboratorio volante e aerocisterna.

## Esemplari attualmente esistenti
Solamente 6 Convair 880 esistono ancora ai nostri giorni. 
Tra di loro, il meglio conservato è il Lisa Marie, che è famoso per essere stato il jet privato di Elvis Presley e chiamato così in onore di sua figlia. L'aereo aveva precedentemente prestato servizio con la Delta Airlines. 

Un Convair 880 viene utilizzato come salone di rappresentanza da parte di un privato a East London in Sudafrica.
Nessuno è più in condizione di volare.